# Isobarometer

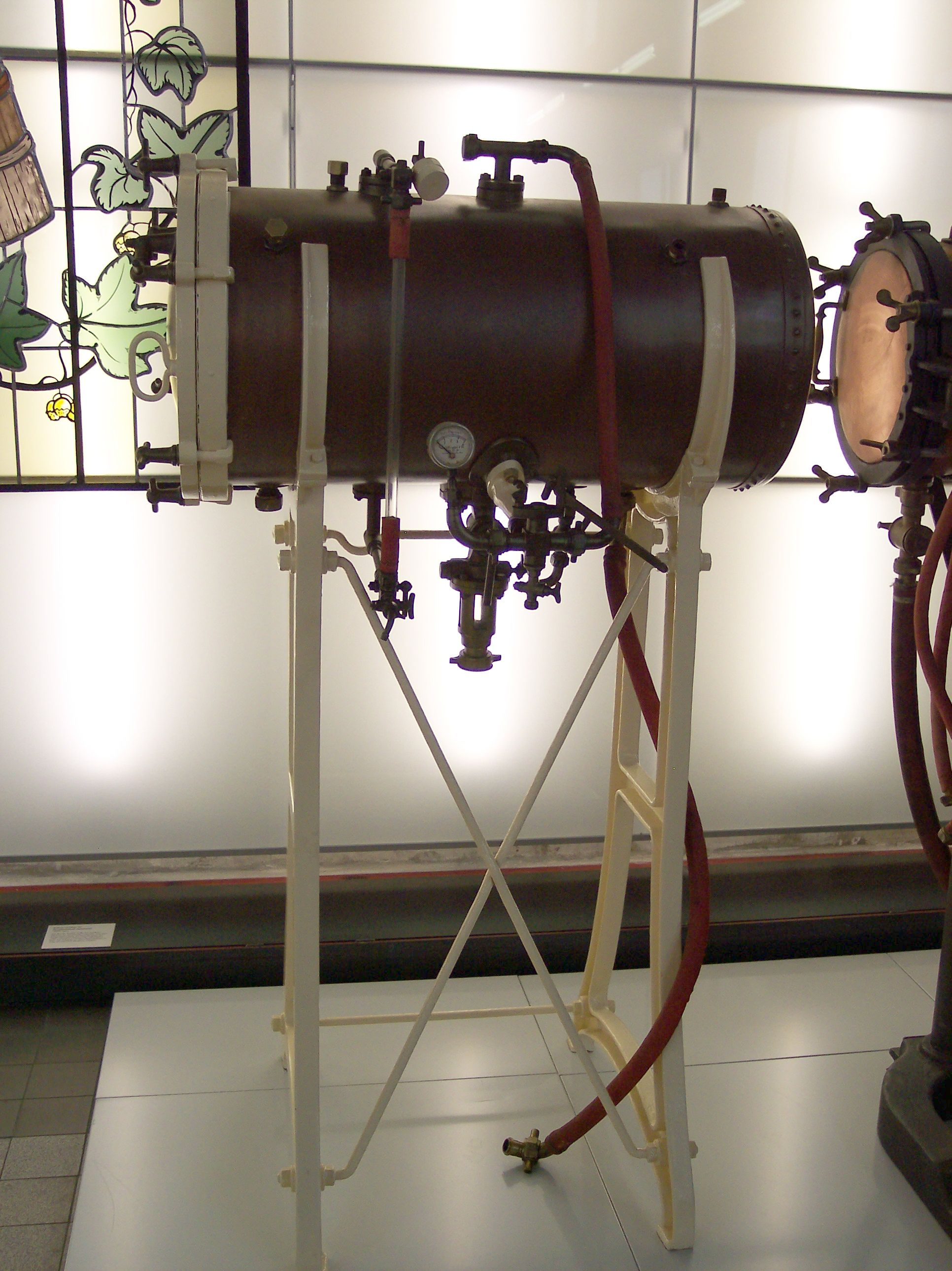
Fassfüller: Unter dem Vorratsgefäß ist die Befüll-Armatur zu erkennen.

Ein Isobarometer oder Fassfüller ist eine Vorrichtung, die von Getränkeherstellern und Brauereien verwendet wird, um speziell kohlensäurehaltige Getränke unter Druck in Behälter abzufüllen, insbesondere in Fässer.
Der Fassfüller besteht aus einem Vorratsdruckgefäß mit einer Befüll-Armatur zum gasdichten Anschluss an die zu befüllenden Behälter sowie einem zusätzlichen  Druckgasanschluss.
Als Druckgas wird meist CO2 eingesetzt.
Das Vorratsgefäß ist befüllt mit dem unter Druck stehenden Füllgut.
Befüllvorgang:
1. Nacheinander wird jedes zu befüllende Fass über die Befüll-Armatur gasdicht angeschlossen und mit Druckgas beaufschlagt, so dass sich im Fass derselbe Druck wie im Vorratsgefäß aufbaut.
2. Das Druckgas wird abgesperrt und dafür die Zuleitung vom Vorratsdruckbehälter geöffnet, so dass das Füllgut durch die Schwerkraft in das Fass läuft, ohne vom Druck entlastet zu werden. Dadurch schäumt es nicht und der Kohlensäuregehalt bleibt unverändert erhalten.